# Steven Joseph Lopes
Steven Joseph Lopes (Fremont, 22 aprile 1975) è un vescovo cattolico statunitense, dal 24 novembre 2015 ordinario della Cattedra di San Pietro.

## Biografia
Steven Joseph Lopes è nato a Fremont il 22 aprile 1975, unico figlio di José de Oliveira Lopes e Barbara Jane. Suo padre José era un portoghese immigrato negli Stati Uniti nel 1960. È diventato cittadino americano nel 1970 ed era professore universitario di storia e lingue. Sua madre Barbara Jane è di origini polacche, è nata e cresciuta a Detroit, dove gran parte della sua famiglia risiede ancora, e ha insegnato nelle scuole cattoliche per 47 anni.

### Formazione e ministero sacerdotale
Ha studiato in diverse scuole cattoliche della California: la St. Pius School di Redwood City, la St. Edward's School di Newark e la Moreau Catholic High School di Hayward.
Al liceo ha iniziato a discernere la possibilità di una vocazione al sacerdozio. Lopes ha studiato al St. Ignatius Institute dell'Università di San Francisco, formandosi anche presso l'Università di Innsbruck in Austria. Ha studiato filosofia presso il seminario "San Patrizio" di Menlo Park. In seguito è stato inviato a Roma per studi. Ha preso alloggio nel Pontificio collegio americano del Nord. Ha ottenuto la licenza in teologia presso la Pontificia Università Gregoriana.
Il 5 ottobre 2000 è stato ordinato diacono nella basilica di San Pietro in Vaticano. Il 23 giugno 2001 è stato ordinato presbitero per l'arcidiocesi di San Francisco dall'arcivescovo William Joseph Levada. In seguito è stato vicario parrocchiale delle parrocchie di San Francesco a San Francisco e di Sant'Anselmo a Ross.
In seguito è tornato a Roma per ottenere il dottorato in sacra teologia presso la Pontificia Università Gregoriana. Dal 2005 ha prestato servizio come officiale della Congregazione per la dottrina della fede e professore di teologia alla Gregoriana. In quel periodo ha prestato servizio come segretario personale del cardinale William Joseph Levada, che è stato prefetto del dicastero dal 2005 al 2012. Il 10 luglio 2010 è stato nominato cappellano di Sua Santità. A partire dal 2012 è stato segretario della commissione vaticana Anglicanae traditiones, costituita con l'obiettivo di sviluppare un messale che ibridasse gli elementi liturgici romani e anglicani per l'uso degli ordinariati personali.

### Ministero episcopale
Il 24 novembre 2015 papa Francesco lo ha nominato ordinario dell'ordinariato personale della Cattedra di San Pietro per i fedeli provenienti dall'Anglicanesimo con carattere episcopale. È succeduto a Jeffrey Neil Steenson, un ex vescovo della Chiesa episcopale degli Stati Uniti d'America nominato ordinario da papa Benedetto XVI nel 2012. Steenson, essendo sposato, era ineleggibile per la consacrazione episcopale nella Chiesa cattolica. La nomina di Lopes ha segnato quindi la prima volta che un vescovo cattolico è stato nominato in uno dei tre ordinariati per gli ex anglicani. Ha ricevuto l'ordinazione episcopale il 2 febbraio 2016 nella concattedrale del Sacro Cuore a Houston dal cardinale Gerhard Ludwig Müller, prefetto della Congregazione per la dottrina della fede, co-consacranti i cardinali William Joseph Levada, già prefetto di quel dicastero e arcivescovo emerito di San Francisco, e Donald William Wuerl, arcivescovo metropolita di Washington. Durante la stessa celebrazione ha preso possesso dell'ordinariato.
In seno alla Conferenza dei vescovi cattolici degli Stati Uniti è membro del comitato per la dottrina  e rappresentante presso la Commissione internazionale sull'inglese nella liturgia.

## Genealogia episcopale
La genealogia episcopale è:
- Cardinale Scipione Rebiba
- Cardinale Giulio Antonio Santori
- Cardinale Girolamo Bernerio, O.P.
- Arcivescovo Galeazzo Sanvitale
- Cardinale Ludovico Ludovisi
- Cardinale Luigi Caetani
- Cardinale Ulderico Carpegna
- Cardinale Paluzzo Paluzzi Altieri degli Albertoni
- Papa Benedetto XIII
- Papa Benedetto XIV
- Papa Clemente XIII
- Cardinale Bernardino Giraud
- Cardinale Alessandro Mattei
- Cardinale Pietro Francesco Galleffi
- Cardinale Giacomo Filippo Fransoni
- Cardinale Antonio Saverio De Luca
- Arcivescovo Gregor Leonhard Andreas von Scherr, O.S.B.
- Arcivescovo Friedrich von Schreiber
- Arcivescovo Franz Joseph von Stein
- Arcivescovo Joseph von Schork
- Vescovo Ferdinand von Schlör
- Arcivescovo Johann Jakob von Hauck
- Arcivescovo Joseph Otto Kolb
- Vescovo Ludwig Sebastian
- Cardinale Joseph Wendel
- Vescovo Isidor Markus Emanuel
- Cardinale Friedrich Wetter
- Cardinale Gerhard Ludwig Müller
- Vescovo Steven Joseph Lopes

## Araldica
| Stemma | Descrizione |
| ------ | --- |
|        | Lo stemma si legge da cima a fondo e rivela l'identità del portatore. Lo scudo è diviso in due metà da una cinta muraria che riprende lo stemma dell'arcidiocesi di San Francisco, la diocesi dove il vescovo Lopes ha frequentato la scuola elementare e il college e per la quale è stato anche ordinato sacerdote. Le mura evocano il presidio di San Francisco, il forte fondato dalla Spagna nel 1776 e che segna l'inizio della città della baia. La metà superiore dello scudo raffigura una corona e due pietre, rappresentazioni tradizionali del nome Stefano. Il nome deriva dalla parola greca che significa "incoronato". Questa allusione a una corona assume un significato particolare nel Nuovo Testamento. Negli Atti degli Apostoli si racconta la testimonianza del diacono Stefano che è stato messo a morte per la fede nella divinità di Gesù Cristo e così è diventato il primo a ricevere la corona del martirio. Le due pietre su entrambi i lati della corona ricordano il martirio di Santo Stefano, morto lapidato. La particolare forma della corona raffigurata ricorda la corona reale del Portogallo di Giovanni VI, un cenno alle origini portoghesi del padre di Lopes. La metà inferiore dello scudo raffigura un lupo, in latino lupus, da cui deriva il cognome Lopes. Se è vero che la Sacra Scrittura spesso raffigura il lupo come minaccia per il "gregge" di Dio, il lupo è stato anche ampiamente utilizzato in molte forme di araldica fin dal Medioevo per rappresentare le virtù di coraggio, nobiltà, operosità e perseveranza. Poiché il lupo è un animale intensamente sociale e a cui fa molto male l'isolamento, la letteratura medievale a volte ha proposto il lupo come immagine della società della Chiesa. I colori utilizzati nelle armi (argento e rosso) sono tratti dal stemma dell'arcidiocesi di San Francisco e sono anche un cenno alle origini polacche della madre del vescovo. Dietro lo scudo è posta una croce processionale d'oro e il tutto è circondato da un galero verde con sei nappe su ogni lato, disposte in tre file. La croce e il galero sono le insegne araldiche di un prelato di rango vescovile in accordo con l'istruzione della Santa Sede del 31 marzo 1969. Il colore del cappello e il numero delle nappe indicano il rango di prelato (vescovo, arcivescovo, cardinale), una consuetudine ancora osservata in araldica ecclesiastica. La croce è contrassegnata da cinque ametiste, il gioiello di pietra tradizionalmente associato a un vescovo, che qui ricordano il vero prezzo della nostra salvezza, le sante piaghe di Cristo. Su un cartiglio si trova il motto episcopale di mons. Lopes, Magna Opera Domini, Grandi sono le opere del Signore. Questo motto è tratto dal salmo 111: io celebrerò il Signore con tutto il cuore nel convegno dei giusti e nell'assemblea. Grandi sono le opere del Signore e contemplate da chi le ama. |